# Stanley Yale Beach
Stanley Yale Beach (1877-1955) est pionnier de l'aviation, qui fut l'un des premiers financiers de Gustave Whitehead, le premier fabricant contesté d'un vol motorisé contrôlé avant les frères Wright,,,. Il fut l'un des premiers hommes techniquement formés à être impliqués dans le vol dynamique aux États-Unis. Il a également suivit les débuts du développement de l'industrie automobile en tant que rédacteur automobile de Scientific American,.

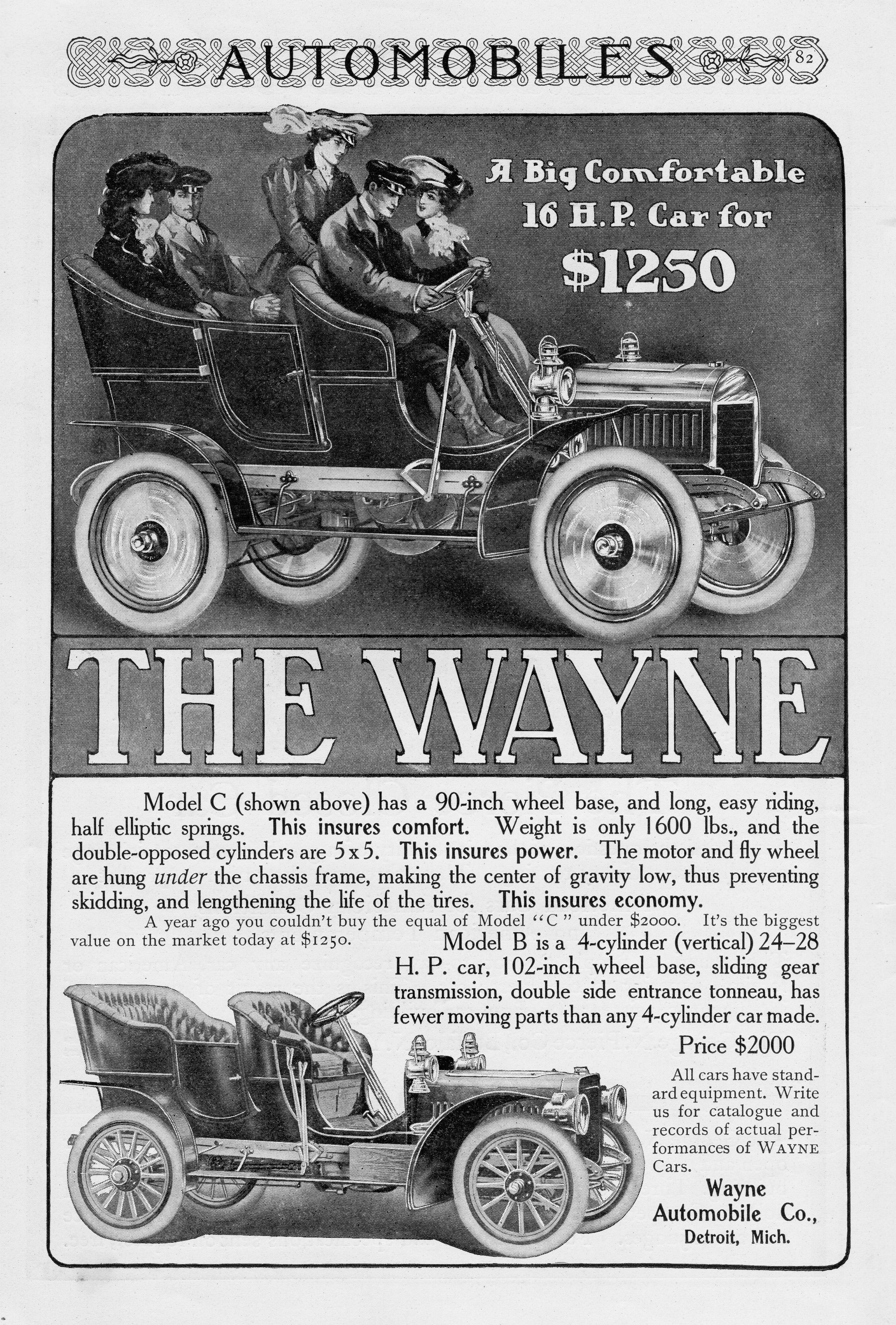
Wayne Cars, par Wayne Automobile Co., Stanley Yale Beach était l'acheteur de leur premier modèle en 1903

## Biographie
Stanley Yale Beach est né à Stratford, Connecticut, le 9 juillet 1877, de Frederick Converse Beach, rédacteur et copropriétaire de Scientific American
Son père,Alfred Ely Beach, est un avocat spécialisé en dépôt de brevets qui est surtout connu pour son invention du premier métro de New York, le Beach Pneumatique Transit, et pour son agence de brevets Munn & Co., avec des clients dont Thomas Edison, Cornelius Vanderbilt et Alexander Graham Bell.
Le grand-père de Stanley était Moses Yale Beach, cofondateur du New York Sun, qui était à l'époque le plus grand journal d'Amérique et le pionnier des reportages sur la criminalité.
Son grand-oncle était le politicien abolitionniste de New York Moses S. Beach, qui dirige le journal et le Boston Daily Times, soutenant la candidature d'Abraham Lincoln pendant la guerre civile américaine, et sa cousine Emma est mariée à l'expert en camouflage militaire Abbott Handerson Thayer.

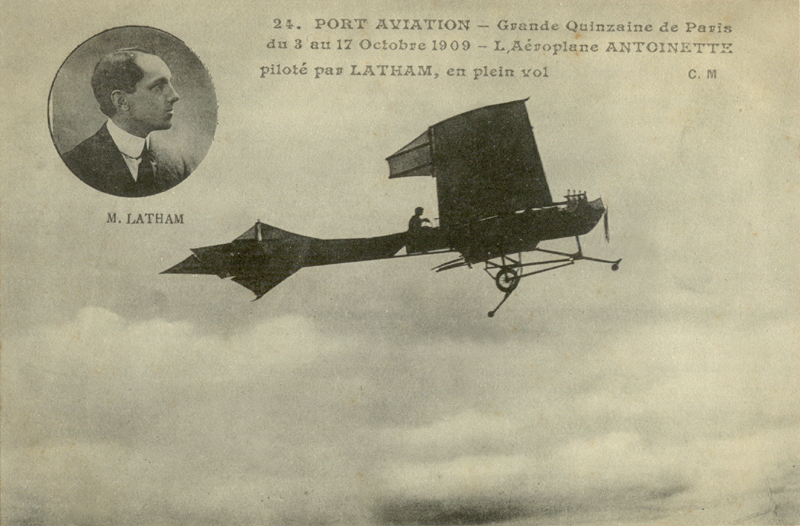
Monoplans Antoinette, construits par Antoinette Company, similaires au design de Beach avec des ailes pliables.

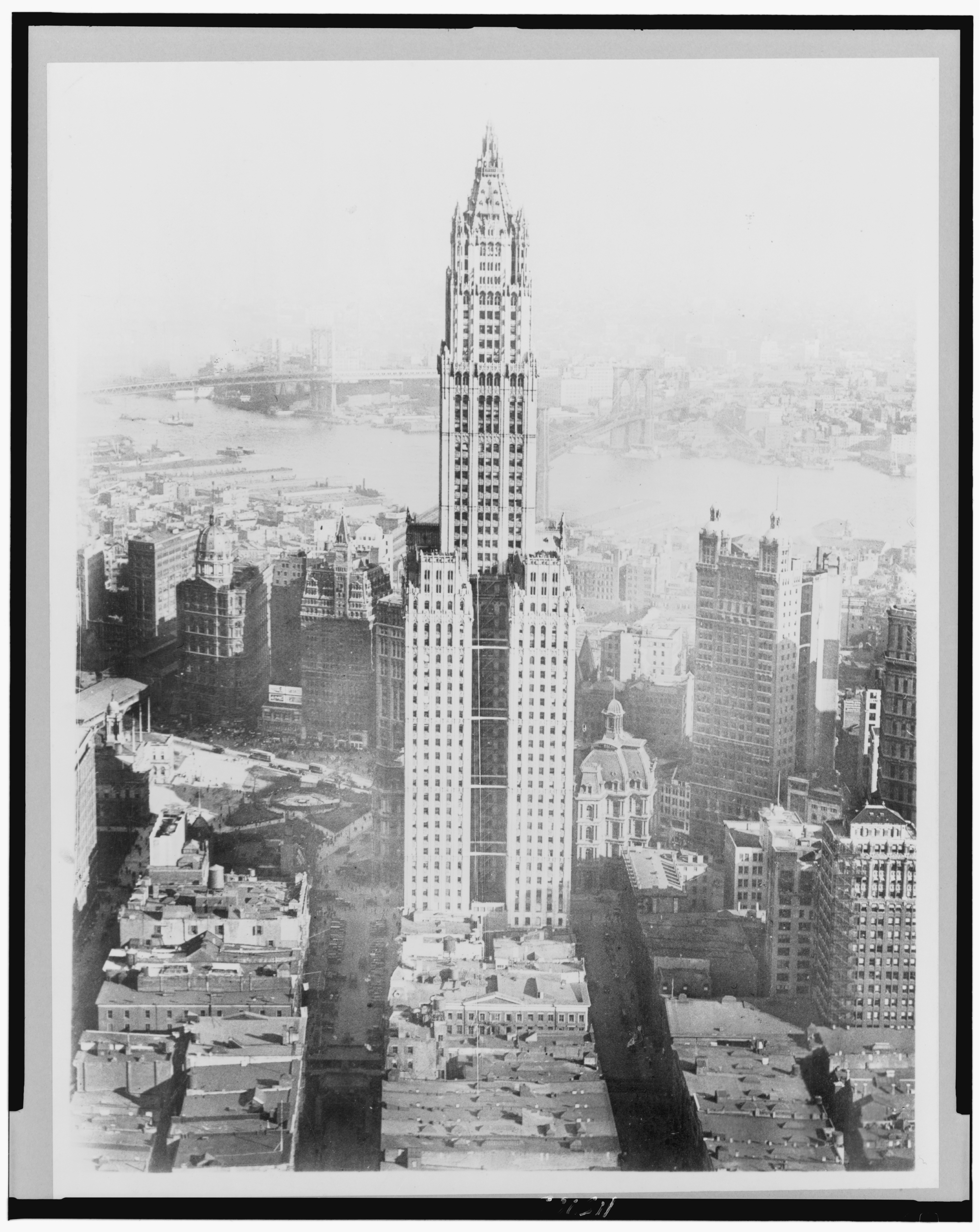
Woolworth Tower, siège du Scientific American en 1915, où Stanley travaillait pour sa famille en tant que rédacteur automobile et aéronautique

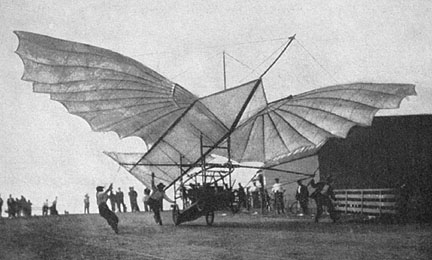
Planeur de type Albatros de Whitehead